# هارالد راینل
هارالد راینل (آلمانی: Harald Reinl؛ ‏ ۸ ژوئیهٔ ۱۹۰۸ – ۹ اکتبر ۱۹۸۶) کارگردان فیلم و فیلم‌نامه‌نویس اهل اتریش بود.
او بابت ساخت فیلم ارابه خدایان در سال ۱۹۷۰ میلادی نامزد دریافت جایزهٔ اسکار شد. از دیگر فیلم‌های وی می‌توان به آخرین مرتدان اشاره کرد.